# Клычев, Сапа
Сапа́ Клы́чев (1900 год, село Кенегес, Хивинское ханство — дата смерти неизвестна, село Кегенес, Ильялинский район, Туркменская ССР) — бригадир колхоза имени Тельмана Ильялинского района, Туркменская ССР. Герой Социалистического Труда (1950).

## Биография
Родился в 1900 году в крестьянской семье в селе Кегенес, Хивинское ханство (ныне — этрапа имени Гурбансолтан-эдже).
Окончил местную начальную школу. Трудился в частном сельском хозяйстве. После начала коллективизации трудился рядовым колхозником в колхозе имени Тельмана Ильялинского района, председателем которого с 1944 года был Джаппар Суханов. В послевоенные годы — бригадир хлопководческой бригады в этом же колхозе.
В 1949 году бригада под его руководством собрала в среднем с каждого гектара по 44,7 центнеров хлопка-сырца на участке площадью 28 гектаров. Указом Президиума Верховного Совета СССР от 30 июня 1950 года удостоен звания Героя Социалистического Труда за «получение высокого урожая хлопка на поливных землях» с вручением ордена Ленина и золотой медали «Серп и Молот» (№ 5338).
Этим же Указом званием Героя Социалистического Труда были награждены председатель колхоза Джаппар Суханов, труженики колхоза имени Тельмана председатель Совета урожайности Аллаберген Джуманазаров, бригадир Козыбай Джуманиязов, звеньевые Хаит Атаджанов и Огульджан Матчанова.
В 1950 году бригада Сапа Клычева получила в среднем с каждого гектара по 46,8 центнеров хлопка-сырца на участке площадью 35 гектаров. За эти выдающиеся трудовые результаты был награждён вторым Орденом Ленина.
Проживал в родном селе Кегенес. С 1969 года — персональный пенсионер союзного значения. Дата кончины не установлена.
Награды
- Герой Социалистического Труда
- Орден Ленина — дважды (1950; 30.07.1951)